# Muzej narodne osvoboditve Maribor
Muzej narodne osvoboditve Maribor je muzej, ki je bil kot samostojna muzejska ustanova ustanovljen 1. maja 1958 s strani takratnega Okrajnega ljudskega odbora Maribor. Svoje prostore ima muzej v meščanski vili na vogalu Mladinske ulice in Ulice heroja Tomšiča v Mariboru. Namen in vloga pokrajinskega muzeja sta predvsem to, da imamo na enem mestu zbrano arheologijo, etnologijo in širša kulturna zgodovino na prostoru mariborske regije in njene okolice. Tako se v zbirki razstavljenih predmetov najde orožje, razglednice, numizmatične zbirke, fotografije, pohištvo, likovne umetnosti, ure, glasbila, svetila, itd.

## Zgodovina muzeja
Zametki muzeja segajo že v leto 1947, ko je bila v Pokrajinskem muzeju Maribor odprta zbirka o narodnoosvobodilnem boju. Danes gre pri tem muzeju za zgodovinski muzej, ki se ukvarja z muzeološko in historiografsko obravnavo novejše zgodovine severovzhodne Slovenije, nastanjen pa je v meščanski vili, ki jo je sredi devetdesetih let 19. stoletja dal zgraditi mariborski podjetnik Scherbaum. Med prvo svetovno vojno je v stavbi nekaj časa delovalo avstro-ogrsko vrhovno poveljstvo soške fronte, v dvajsetih letih 20. stoletja mariborska oblast, po letu 1930 gozdarska šola, po drugi svetovni vojni pa najprej mariborska OZNA, nato pa mestne politične organizacije. Od leta 1954 so v njej prostori muzeja.

### Delo
V prvi vrsti se muzej ukvarja z zbiranjem, hranjenjem, proučevanjem in razstavljanjem muzejskega gradiva iz novejše zgodovine. Muzej trenutno hrani več deset tisoč muzejskih predmetov, poleg tega pa v sklopu muzeja deluje tudi muzejska fototeka, v kateri je veliko  dokumentarnih fotografij in negativov, pa tudi video in avdio gradivo iz obdobja pred in med drugo svetovno vojno. V muzejskem arhivu se nahaja več kot 120 tekočih metrov gradiva okupatorjevega in partizanskega izvora.
V muzeju deluje tudi fond tehniške dediščine, saj je bil Maribor med prvo in drugo svetovno vojno, pa tudi takoj po drugi svetovni vojni eno izmed največjih industrijskih središč v takratni Jugoslaviji. V tem fondu se danes nahajajo stroji iz propadlih mariborskih tovarn.
Poleg rednega muzejskega dela se muzej ukvarja tudi z raziskovanjem novejše zgodovine in v lastni založbi izdaja zloženke, razstavne kataloge, samostojne monografije, znanstvene razprave in članke, ki jih objavljajo sodelavci muzeja.